# Pelota basca nos Jogos Pan-Americanos de 2019 - Pelota de goma trinquete em duplas femininas
A categoria pelota de goma trinquete duplas femininas foi disputada nas competições da pelota basca nos Jogos Pan-Americanos de 2019, em Lima. Foi realizada em Villa María del Triunfo de 4 a 10 de agosto.

## Calendário
Horário local (UTC-5).
| Data         | Horário | Fase                |
| ------------ | ------- | ------------------- |
| 4 de agosto  | 18:11   | Fase de grupos      |
| 7 de agosto  | 15:02   | Semifinais          |
| 9 de agosto  | 16:27   | Disputa pelo bronze |
| 10 de agosto | 16:58   | Final               |

## Medalhistas
| Ouro   | ARG Cynthia Pinto e María García    |
| Prata  | URU María Miranda e Camila Naviliat |
| Bronze | MEX Paulina Castillo e Rosa Buendia |

## Resultados

### Fase preliminar
A fase preliminar consistiu em dois grupos, onde cada dupla enfrentou outras duas do mesmo grupo uma vez. Ao final da fase, as duas primeiras de cada grupo enfrentaram-se nas semifinais, com as vencedores disputando a final e as perdedoras, o bronze.

#### Grupo A
| Pos | Equipe                                        | J | V | D | GP | GC | SG  | Pts |
| --- | --------------------------------------------- | - | - | - | -- | -- | --- | --- |
| 1   | Argentina (ARG) Cynthia Pinto Maria Garcia    | 2 | 2 | 0 | 60 | 19 | +41 | 6   |
| 2   | Chile (CHI) Rosario Valderrama Zita Solas     | 2 | 1 | 1 | 44 | 56 | −12 | 4   |
| 3   | Cuba (CUB) Yisley Rodríguez Yurisleidis Allué | 2 | 0 | 2 | 32 | 61 | −29 | 2   |

Horário local (UTC-5).
| 4 de agosto 18:11 Relatório | Pinto – Garcia | 2–0 | Rodríguez – Allué | Centro de Esportes de Villa María del Triunfo Árbitro(s): Leonardo Gabrie Mondada (URU) |
| 4 de agosto 18:11 Relatório | (15–4, 15–2)   |     |                   | Centro de Esportes de Villa María del Triunfo Árbitro(s): Leonardo Gabrie Mondada (URU) |

| 5 de agosto 16:55 Relatório | Pinto – Garcia | 2–0 | Valderrama – Solas | Centro de Esportes de Villa María del Triunfo Árbitro(s): Andrés Emilio Caballero (CUB) |
| 5 de agosto 16:55 Relatório | (15–7, 15–6)   |     |                    | Centro de Esportes de Villa María del Triunfo Árbitro(s): Andrés Emilio Caballero (CUB) |

| 6 de agosto 15:05 Relatório | Rodríguez – Allué  | 1-2 | Valderrama – Solas | Centro de Esportes de Villa María del Triunfo Árbitro(s): Dardo Heber Ferreira |
| 6 de agosto 15:05 Relatório | (15-6, 7-15, 4-10) |     |                    | Centro de Esportes de Villa María del Triunfo Árbitro(s): Dardo Heber Ferreira |

#### Grupo B
| Pos | Equipe                                            | J | V | D | GP | GC | SG  | Pts |
| --- | ------------------------------------------------- | - | - | - | -- | -- | --- | --- |
| 1   | Uruguai (URU) Maria Miranda Camila Naviliat       | 2 | 2 | 0 | 60 | 25 | +35 | 6   |
| 2   | México (MEX) Paulina Castillo Rosa Flores Buendia | 2 | 1 | 1 | 49 | 35 | +14 | 4   |
| 3   | Peru (PER) Emily Paredes Karla Rodríguez          | 2 | 0 | 2 | 11 | 60 | −49 | 2   |

Horário local (UTC-5).
| 4 de agosto 18:45 Relatório | Castillo – Flores Buendia | 0-2 | Miranda – Naviliat | Centro de Esportes de Villa María del Triunfo Árbitro(s): Jorge Luis Balbi (ARG) |
| 4 de agosto 18:45 Relatório | (10-15, 9-15)             |     |                    | Centro de Esportes de Villa María del Triunfo Árbitro(s): Jorge Luis Balbi (ARG) |

| 5 de agosto 17:53 Relatório | Castillo – Flores Buendia | 2-0 | Paredes – Rodríguez | Centro de Esportes de Villa María del Triunfo Árbitro(s): Alfonso Franco Romero (CHI) |
| 5 de agosto 17:53 Relatório | (15-5, 15-0)              |     |                     | Centro de Esportes de Villa María del Triunfo Árbitro(s): Alfonso Franco Romero (CHI) |

| 6 de agosto 16:12 Relatório | Miranda – Naviliat | 2-0 | Paredes – Rodríguez | Centro de Esportes de Villa María del Triunfo Árbitro(s): Alfonso Franco Romero (CHI) |
| 6 de agosto 16:12 Relatório | (15-5, 15-1)       |     |                     | Centro de Esportes de Villa María del Triunfo Árbitro(s): Alfonso Franco Romero (CHI) |

### Semifinais
| 7 de agosto 15:02 Relatório | Pinto – Garcia | 2-0 | Castillo – Flores Buendia | Centro de Esportes de Villa María del Triunfo Árbitro(s): Alfonso Franco Romero (CHI) |
| 7 de agosto 15:02 Relatório | (15-10, 15-12) |     |                           | Centro de Esportes de Villa María del Triunfo Árbitro(s): Alfonso Franco Romero (CHI) |

| 7 de agosto 16:01 Relatório | Miranda – Naviliat | 2-0 | Valderrama – Solas | Centro de Esportes de Villa María del Triunfo Árbitro(s): Rolando Antonio Casteleiro (CUB) |
| 7 de agosto 16:01 Relatório | (15-9, 15-10)      |     |                    | Centro de Esportes de Villa María del Triunfo Árbitro(s): Rolando Antonio Casteleiro (CUB) |

### Disputa do bronze
| 9 de agosto 16:27 Relatório | Castillo – Flores Buendia | 2-1 | Valderrama – Solas | Centro de Esportes de Villa María del Triunfo Árbitro(s): Rolando Antonio Casteleiro (CUB) |
| 9 de agosto 16:27 Relatório | (15-11, 9-15, 10-7)       |     |                    | Centro de Esportes de Villa María del Triunfo Árbitro(s): Rolando Antonio Casteleiro (CUB) |

### Disputa do ouro
| 10 de agosto 16:58 Relatório | Pinto – Garcia     | 2-1 | Miranda – Naviliat | Centro de Esportes de Villa María del Triunfo Árbitro(s): Rolando Antonio Casteleiro (CUB) |
| 10 de agosto 16:58 Relatório | (8-15, 15-9, 10-4) |     |                    | Centro de Esportes de Villa María del Triunfo Árbitro(s): Rolando Antonio Casteleiro (CUB) |